# 马吉安
马吉安（大约公元110年—160年），又譯馬克安、馬西昂，是早期基督教的神学家，是第一位《新約聖經》的編輯，自立马吉安派，亦是第一个被教廷判为异端的派別。他创建了一个与罗马教会平行的教会组织，并且自封主教。《天主教百科全书》称，「马吉安份子是基督教有史以来最危险的敌人。」

## 生平
馬吉安是初代教會歷史上一位令人扼腕的人物，人稱他是「第一個宗教改革者」，所以對他的生平特別感興趣。馬吉安生於小亞細亞本都省錫諾普，是當地主教的兒子，也是個頗為富有的船主。其宗教思想激進狂熱者，信教後因對當時教會不滿而常被信仰的問題所困擾，尤以「人性的善惡」，最後在多次偏激狂熱活動下，被其父破門，迫走羅馬，於138年投入塞耳多門下，但是不久便自立門戶，廣收信徒，著名的弟子有阿皮利。
初期，馬吉安加入羅馬教會，對教會慈善事工極為熱衷，把大量的產業捐獻給教會，並且以傳純正的福音為己任。不久，他為罪與苦難困擾之下，發展出一種尖銳極端的二元論，也就是「世界之神與耶穌所啟示的慈愛上帝是相對立的」。他的思想明顯地受到古希臘善惡二元論、部份克爾多（Cardo）的諾斯底派理論，以及柏拉图对话录創造論的影响，最終提出「善惡二元論的神論與基督論」，並且於羅馬大肆宣傳，引發羅馬教會許多的跟從者。之後，馬吉安另行組織由主教、長老、信徒與慕道友構成的教會，他堅定組織，基於平等的精神，因此教義傳播的相當的快速。馬吉安努力的想要使羅馬教會回到他所認識的基督與保羅所傳授的福音，因此他努力的宣講他所主張的教義，並且著手編了一套他心目中的正典。144年，在皇帝安敦宁·毕尤時期被羅馬教會控為異端，禁領聖餐、革除會籍，並逐出教會。
馬吉安是第一位在歷史上嘗試編列《新約》正典的人。他所編輯的典籍，其中包含保羅的10封書信（除教牧書信外）和他自行刪節的路加福音，這是人們第一次嘗試想要將新約各書卷集結編輯成為一部世人所公認的正典書籍，被後人稱之為「馬吉安正典」（Marcion's Canon）。馬吉安編輯正典的結果，亦促使正統基督教積極的去編輯《新約》正典。一直到4世紀末，《新約》的這27卷正典才被確立清楚。雖然馬吉安的思想被判定為異端，但是正統的羅馬大公教會也經由這樣的刺激，迫使大公教會需正視面對正典的問題，這算是馬吉安在基督教歷史上的重大貢獻。

## 神學思想
馬吉安是位嚴格的唯神主義者，他宣稱耶穌就是上帝，上帝藉著耶穌啟示他自己。馬吉安並且解釋耶穌為拯救的靈，並非舊約所指的彌賽亞，耶穌的身體只是外表的，祂未曾道成肉身，耶穌只是在提贝里乌斯皇帝在位第十五年的時候（路3:1），忽然在猶太的地區出現。耶穌的傳道工作都是反對律法，反先知以及「得繆哥」──「一位否認至尊之神而自造世界者」。因此「得繆哥」恨耶穌，將耶穌釘十字架。耶穌之死是為將我們從「得繆哥」裡救出來，因此耶穌的死是有特殊價值的。馬吉安堅稱耶穌死後曾下到陰間宣傳救恩，舊約裡的義人（挪亞、以諾、約伯）卻自以為義而不信祂，只有不義的人（該隱、埃及人）信了祂，同耶穌從陰間出來。馬吉安辯稱，以後使徒誤解了耶穌，只有保羅講真理，人們因信稱義，得以成為上帝的兒子。
馬吉安極力主張《舊約》中的上帝有太多的人性弱點，且是講求正義、殘暴報應的上帝，是與《新約》中耶穌所啟示的那位隱藏、施恩典、樂意赦免，慈愛的上帝是對立的。他反對物質享受，主張禁慾、輕看肉體，認為被造界是邪惡的。如果這世界只有一位神，基督耶穌來的目的就是要廢除《舊約》的神。馬吉安提出二神論，以他最偏愛的說法：「《舊約》的神是創造的神，與《新約》耶穌基督所啟示的那位救贖之神，完全不同。所以，基督徒應該集中於《新約》上而不必理會《舊約》，將《舊約》看成是與基督教無關的宗教著作。」馬吉安與諾斯底派同樣相信身體生來邪惡，但是主張苦修，不贊成諾斯底派的基督救贖論。他強烈地區分舊、新約裡的上帝之不同；對於基督看法是幻影派，不接受肉身復活的觀念。在聖餐禮中不用酒。他並且相信，使徒中只有使徒保羅沒有敗壞主耶穌的福音。
馬吉安的思想顯然不同於諾斯底主義；因為他並沒有臆度抽象的系統思想，他並且拋棄隱喻的講經法，認為新、舊約互相抵觸，律法與福音根本不相合。馬吉安把律法與福音的不相合，以如新酒不能放在舊皮袋裡，新布不能補在舊衣服上，他說：「教會及教父，甚至使徒所相信的都犯了錯誤，只有保羅在加拉太書中指出猶太人的錯誤來。可惜保羅的意思也傾向猶太化；總之，《新約》與《舊約》、律法與恩典、基督教與猶太教，兩者是絕不相容的。」
馬吉安的著作甚豐富，著有《路加福音評論》、《保羅書信評論》等書，但是他的思想矛盾百出，有許多地方皆無法自圓其說，於是他又寫了《相對論》，揭破兩約之間的矛盾，意圖解釋律法和恩典的關係，卻被指控為一個毫無根據的異端，終至遭到殺身之禍。然而，馬吉安的思想卻也影響教會甚久，在第四世紀時，雖曾短暫地遭受到君士坦丁的禁止，但是到第五世紀，又繼續地傳遞到各地，一直到第十世紀才完全消滅。